# Exopterygota
Infra-classe
Exopterygota est une infra-classe d'insectes considérée comme non valide (⇒ Neoptera).

## Liste des super-ordres
- Endopterygota